# Силицијум-диоксид
Силицијум-диоксид (SiO2), песак, је бела прашкаста материја и јавља се у три алотропске модификације: кварц, тридимит и кристобалит. Свака од ове три модификације састоји се од још две (α и β).
Силицијум-диоксид је још познат под именима:
- Силицијум (IV) оксид
- Кварц
- Кремен

Моларна маса Силицијум-диоксида је 60,1 g/mol, густина 2.2 g/cm3, тачка топљења 1650 (±75) °C, тачка кључања 2230 °C и растворљивост 0.012 g у 100 g. CAS регистарски број му је 7631-86-9.

## Хемијске особине
Силицијум-диоксид је је доста инертан, не реагује са киселинама, осим са флуороводоничном (HF). Топи се у алкалним хидроксидима, базама и прелази у растворљиве силикате:
SiO2 + 2 NaOH → Na2SiO3 + H2O
Киселина која одговара силицијум-диоксиду назива се ортосиликатна киселина али се не може добити растварањем у води, већ хидролизом силицијум тетрахлорида:
SiCl4 + 4 H2O → H2SiO4 + 4 H+ + 4 Cl-
Ова киселина је у мономолекуларном облику и стабилна је на  вредности од 3,2. На нижим или вишим pH вредностима почиње да се полимеризује.
Соли силикатних киселина се називају силикати. Алкални силикати су растворљиви у води. Полимеризована силикатна киселина прелази у гел, чијим сушењем настаје силикагел.

## Употреба
Силицијум-диоксид је једна од основних компоненти за производњу стакла. Важну групу минерала чине силикатни минерали. Заменом OH-група у силикатној киселини органским радикалима, могуће је контролисати реакцију кондензације, при чему настају полимерни спојеви чије су структуре сличне кетонима R2C=O, па се називају силикокетони или силикони.